# Station Hakadal
Station Hakadal is een station in Hakadal in de gemeente Nittedal in fylke Viken in Noorwegen. Het station aan Gjøvikbanen werd geopend in 1900. Het is een ontwerp van Paul Due.
Hakadal wordt bediend door lijn L3, de stoptrein die pendelt tussen Oslo en Jaren.